# 6065 Chesneau
6065 Chesneau è un asteroide della fascia principale. Scoperto nel 1987, presenta un'orbita caratterizzata da un semiasse maggiore pari a 2,3430919 UA e da un'eccentricità di 0,2078215, inclinata di 23,82973° rispetto all'eclittica.